# Juan Carlos Pérez López
|  | Per a altres significats, vegeu «Juan Carlos Pérez López (futbolista madrileny)». |

Juan Carlos Pérez López (Santander, 14 de febrer de 1945 - 16 de gener de 2012) va ser un futbolista càntabre, que va jugar en la posició de migcampista. Va destacar a les files del FC Barcelona, on va ser un dels integrants del primer equip en la primera meitat de la dècada dels setanta, fins a arribar a ostentar la capitania en la primera temporada de Johan Cruyff. El 1975 fitxà pel Racing de Santander. També va jugar al regional Rayo Cantabria. Va ser internacional amb la selecció espanyola en dues ocasions. Amb el FC Barcelona va guanyar la lliga espanyola 73/74, la Copa del 1971 i la Copa de Fires del 1972.